# .md
.md és el domini de primer nivell territorial (ccTLD) de Moldàvia.
Com que als Estats Units, se solen posar les inicials M.D. al darrere del nom d'un metge, el domini de primer nivell .md s'orientava als usuaris de la professió mèdica a preus elevats. L'any 2012, s'orienta cap al públic en general per 150 dòlars l'any i hi ha aproximadament 20.000 registres .md.